# Entre deux mondes (film, 2001)
Pour les articles homonymes, voir Entre deux mondes.
Pour plus de détails, voir Fiche technique et Distribution.
Entre deux mondes  (titre original Tra due mondi) est un film italien de Fabio Conversi produit en 1999, sorti en France en 2001.

## Synopsis
En 1860, en Sicile, alors que le capitaine Loyola s'apprête à quitter l'armée des Bourbons pour retourner en France il lui est ordonné d'escorter un prisonnier de Palerme à Messine. Celui-ci n'est autre que celui qui, trois ans avant, le jour de son mariage et en pleine église, lui a enlevé sa fiancée.  Lors de son périple  Loyola est accompagné par le sergent Uzeda. Ils font un voyage dans une Sicile où les chemises rouges de Garibaldi défont les Bourbons...

## Fiche technique
- Titre italien : Tra due mondi
- Titre français : Entre deux mondes
- Réalisation : Fabio Conversi
- Scénario : Fabio Conversi, , Claver Salizzato, Vittorio Zagarrio
- Musique : Pino Donaggio
- Photographie : Vincenzo Marano et Stefano Paradiso
- Décors : Antonello Geleng
- Costumes : Alessandro Lai
- Montage : Mirko Garrone
- Pays :  Italie et  France
- Durée : 88 minutes
- Date de production : 1999
- Date de sortie : 
  - France : 2 mai 2001
- Distributeur : United International Pictures (UIP)

## Distribution
- Stephane Freiss : Loyola
- Bianca Guaccero : Uzeda/Angelica
- Lorenzo Crespi : Grifone

## Accueil
Thomas Sofitel dans Le Monde : « Sur cette trame mélodramatique, l'ancien directeur de la photographie Fabio Conversi n'a réussi que de belles images de la Sicile en hiver. Entre deux mondes est entravé par des dialogues d'un comique involontaire et handicapé par une distribution inégale. »